# Брнакот
Брнакот (арм. Բռնակոթ) — село в западной части Сюникской области Армении.

## География
Село расположено в 5 км к западу от города Сисиана, в 4 км к северо-востоку от села Салвард и в 5 км к юго-востоку от села Балак. Жители села систематически страдают от нападений волков.

## Население
Согласно Кавказскому календарю на 1910 год, население села к 1908 году составляло 1940 человек, в основном армяне, в 1911 году — 1952 человек, армяне, а к началу 1914 года — 3577 человек, так же преимущественно армяне.

## Выдающиеся уроженцы
- Никогайос Адонц — историк
- Липарит Исраелян — Герой Советского Союза